# Менеджер готелю
| Професія               | Професія |
| ---------------------- | --- |
| Назви                  | Менеджер готелю, генеральний менеджер, готельєр |
| Сфери діяльності       | Управління гостинністю, бізнес |
| Опис                   | |
| Сфери компетентності   | Операційний менеджмент Створення команди Поглиблені знання операційної діяльності готелю Управління персоналом Фінансовий менеджмент Управління продажами Організація заходів Маркетинг Управління доходами Управління взаємовідносинами із клієнтами |
| Сфера працевлаштування | Готелі |

Менеджер готелю, власник готелю або менеджер з розміщення — це особа, яка керує роботою готелю, мотелю, курорту чи іншого закладу, пов’язаного з розміщенням. Управління готельною діяльністю включає, але не обмежується, управління персоналом готелю, управління бізнесом, утримання та санітарні стандарти готельних об’єктів, задоволення потреб гостей і обслуговування клієнтів, управління маркетингом, управління продажами, управління доходами, фінансовий облік, закупівлі та інші функції. Назва «менеджер готелю» або «готельєр» часто відноситься до генерального менеджера готелю, який виконує функції керівника готелю, хоча їхні обов’язки та відповідальність відрізняються залежно від розміру готелю, призначення та очікувань від власника. Генеральному менеджеру готелю часто допомагають підлеглі керівники відділів, які відповідають за окремі відділи та ключові функції роботи готелю.

## Організаційна структура управління готелем
Розмір і складність організаційної структури управління готелем суттєво різняться залежно від розміру, особливостей і функції готелю чи курорту. Структура управління невеликим готелем зазвичай може складатися з невеликої основної управлінської команди, що складається з менеджера готелю та кількох керівників ключових відділів, які безпосередньо керують повсякденними операціями. З іншого боку, великий готель або курортний комплекс із повним набором послуг часто функціонує як велика корпорація з виконавчою радою, очолюваною генеральним директором, що складається з ключових директорів, які виконують функції керівників окремих відділів готелю. Кожен відділ у великому готелі або курортному комплексі зазвичай може складатися з підлеглих лінійних менеджерів і супервайзерів, які керують повсякденними операціями.

### Приклад великого готелю або курортного комплексу з повним набором послуг
Типова організаційна схема для невеликого малоповерхового готелю може виглядати так:
Менеджер готелю підпорядковується регіональному директору та/або власникам/інвесторам
- Генеральний менеджер [1] або керуючий директор
  - Помічник генерального директора або резидент-менеджер
  - Операційний директор або директор служби номерного фонду
    - Керівник фронт-офісу або фронт-офіс-менеджер
      - Менеджер рецепції (керівник зміни)
      - Посильний
      - Головний консьєрж
      - Менеджер з паркування
      - Менеджер АТС/зв'язку
      - Нічний менеджер або головний нічний аудитор

    - Директор з ведення господарства або виконавчий менеджер служби обслуговування номерного фонду
      - Помічник директора з господарської роботи або виконавчий менеджер служби обслуговування номерного фонду
      - Начальник поверху (начальник зміни)
      - Менеджер пральні

    - Директор з управління доходами або менеджер з доходів
      - Менеджер з бронювання

    - Директор з продажу та маркетингу
      - Старший менеджер з продажу
        - Менеджер з організації дозвілля
        - Менеджер з продажу ділових поїздок
        - Менеджер з продажу корпоративним групам

      - Менеджер з маркетингу
      - Менеджер соціальних мереж
      - Менеджер по зв'язках з громадськістю

    - Директор з організації харчування та напоїв
      - Менеджер ресторану
      - Помічник менеджера ресторану
      - Шеф-кухар
      - Менеджер з рум-сервісу
      - Менеджер клубу
      - Менеджер бару та лаунжу
      - Менеджер банкетів

    - Директор групових розміщень, конференцій та заходів
      - Асистент директора з організації заходів
      - Менеджер конференц-служби
      - Організатор заходів
      - Менеджер з кейтерингу

    - Директор з фінансів
      - Головний бухгалтер
      - Менеджер по зарплаті
      - Менеджер з закупівель

    - Технічний директор
      - Головний інженер
      - Менеджер з технічного обслуговування
      - Менеджер з експлуатації

    - Директор з кадрів
      - Менеджер з персоналу
      - Менеджер з підбору персоналу
      - Менеджер з навчання
      - Менеджер з трудових відносин (для профспілкових готелів)

    - Начальник охорони
    - Менеджер з відпочинку
    - Менеджер з інформаційних технологій

Додаткові керівні посади можуть існувати для додаткових об’єктів, таких як поля для гольфу, казино чи спа-центри, що належать готелям.

### Приклад невеликого готелю/готелю з обмеженим набором послуг
Типова організаційна схема управління великого курортного готелю часто може виглядати так:
Директор готелю підпорядковується регіональному директору та/або власникам/інвесторам
- Генеральний менеджер
  - Менеджер з обслуговування гостей (гостьова зона)
  - Менеджер служби готельного господарства
  - Головний інженер
  - Менеджер з продажу та маркетингу
  - Менеджер з харчування та напоїв
  - Менеджер по роботі з клієнтами

Адміністративні функції невеликого готелю, такі як бухгалтерський облік, розрахунок заробітної плати та відділ кадрів, зазвичай можуть виконуватися централізованим корпоративним офісом або виключно менеджером готелю. Додаткові допоміжні функції, такі як безпека, можуть виконуватися послугами сторонніх постачальників, які залучаються готелем за потреби. Керівництво готелю необхідно для впровадження стандартних операційних процедур і дій, а також для виконання повсякденних операцій.

## Типові вимоги до кваліфікації
Необхідний досвід та підготовка залежать від типу керівної посади, розміру компанії та обов’язків. Досвід роботи в галузі виявився базовою вимогою майже для будь-якої управлінської професії в індустрії розміщення. Більшість роботодавців у цій галузі віддають перевагу ступеню бакалавра або магістра в галузі готельного та ресторанного менеджменту або еквівалентному ступеню в галузі бізнесу, але не завжди вважають його обов'язковим.
Вища освіта може бути бажаною для посади генерального директора, але часто не є обов'язковою за наявності достатнього управлінського досвіду та стажу роботи в галузі. Однак вища освіта може знадобитися на керівних посадах вищого рівня, наприклад, на посаді регіонального віце-президента, який керує кількома готельними об'єктами, або на посаді генерального директора.

## Умови праці
Менеджери готелів, як правило, піддаються тривалим змінам, які включають пізні години, вихідні та святкові дні через цілодобову роботу готелю. Звичайне робоче середовище в готелях швидко розвивається, з високим рівнем взаємодії з гостями, працівниками, інвесторами та іншими керівниками.
Вище керівництво, що складається з старших менеджерів, керівників відділів та генеральних директорів, іноді може користуватися більш бажаним графіком роботи, що складається з більш традиційного робочого дня з періодичними вихідними та святковими днями.
Залежно від розміру готелю типовий день менеджера готелю може включати допомогу в виконанні оперативних обов’язків, управління ефективністю роботи співробітників, роботу з незадоволеними гостями, керування графіком роботи, закупівлю витратних матеріалів, співбесіди з потенційними кандидатами на роботу, проведення фізичних обходів та інспекцій готельних приміщень і громадських місць та додаткові обов'язки. Ці обов’язки можуть щодня змінюватися залежно від потреб об'єкту розміщення. До обов'язків менеджера також входить знання про всі поточні місцеві події, а також заходи, що проводяться на території готелю. Менеджерам часто доводиться відвідувати регулярні збори відділу, наради керівництва, навчальні семінари для професійного розвитку, а також виконувати додаткові функції. Готель/казино може вимагати додаткових обов’язків щодо спеціальних заходів, які проводяться на території готелю для гостей казино, які безкоштовно відвідують казино.

### Пандемія коронавірусу 2020
Під час пандемії коронавірусу 2020 року умови праці були дедалі складнішими. Один із виконавчих директорів основного власника готелю, Монті Беннетт з Ashford Inc., розказав CBS News, що йому довелося звільнити або відправити у неоплачувану відпустку 95% із 7000 своїх працівників у США. Щоб заощадити гроші, керівництво готелю змушене скорочувати всі необовʼязкові операційні та капітальні витрати, а також переглядати або відкладати ремонтні роботи та інші капіталовкладення, коли це можливо. На другий тиждень масштабного спалаху вірусу в США галузь звернулася до Конгресу з проханням виділити 250 мільярдів доларів на допомогу власникам і працівникам через фінансові невдачі та масові звільнення.

## Очікування щодо зарплати
У 2015 році середня річна зарплата 48 400 менеджерів готелів в США становила 49 720 доларів.